# Vampire's Empire
Vampire's Empire è un videogioco a piattaforme con elementi rompicapo sviluppato e pubblicato nel 1988 per gli home computer Amiga, Atari ST, Commodore 64, MSX e ZX Spectrum dall'azienda tedesca Magic Bytes. La conversione MSX fu realizzata in Spagna e sembra esistere soltanto in edizione spagnola. La versione Amstrad CPC venne pubblicizzata, ma mai prodotta.

## Trama
Nel gioco si impersona Van Helsing, rappresentato come un anziano con barba bianca in stile caricaturale, che decide di entrare nel temuto castello di Dracula per porre fine alla sua esistenza.
Il castello è costituito da piattaforme di pietra e scale, in un'ambientazione oscura e antica, popolata da creature dell'orrore.
Van Helsing, armato di aglio, deve guidare un raggio di luce solare sempre più giù nelle profondità del castello fino a colpire la bara del conte Dracula.

## Modalità di gioco
Van Helsing deve orientarsi in un labirinto bidimensionale di molti piani con visuale di lato, grande come 160 schermi. Nelle versioni Amiga e Commodore 64 lo scenario è a scorrimento in tutte le direzioni, mentre nelle altre si cambia schermata senza scorrimento.
Van Helsing può correre a destra e sinistra, con uno spazio di frenata, e salire o scendere scalinate oblique. Non ha la capacità di saltare, ma può cadere giù ruzzolando da scale e precipizi senza subire danni. Per combattere le creature del castello può lanciare spicchi d'aglio e, ad esempio contro i topi, dare piccoli calci. Inoltre ha un inventario di oggetti: reste d'aglio, specchi orientati in quattro diverse direzioni, e una sfera magica. Le reste si possono piazzare nello scenario per bloccare i nemici e gli specchi per riflettere la luce; la sfera si fa fluttuare su e giù sopra il personaggio per catturare la luce.
Il raggio di luce che dev'essere guidato fino alla meta è rappresentato da una breve scia di sferette che avanza lentamente e costantemente. Quando incontra un ostacolo, come una parete, viene riflesso in modo irregolare. Il giocatore lo può deviare con gli specchi, o più frequentemente con la sfera magica: una volta che il raggio è stato catturato dalla sfera, il giocatore la può ancora spostare in altezza e infine rilasciare il raggio in una qualunque direzione a sua scelta.
L'energia vitale di Van Helsing è rappresentata da una fiala di sangue che viene gradualmente risucchiato al contatto con i nemici. Molti infatti sono vampiri in varie forme, tra cui una vampira-sirena nuda in grado di attirare letteralmente il protagonista. Si ha una sola vita ed è presente anche un limite di tempo.
Solo nelle versioni a 8 bit c'è una suddivisione del castello in livelli, e per passare da una zona alla successiva si deve trovare e raggiungere l'uscita, con il personaggio e con il raggio.